# Tempête au cirque
Pour les articles homonymes, voir Tempête (homonymie).
Pour plus de détails, voir Fiche technique et Distribution.
Tempête au cirque (O'Shaughnessy's Boy) est un film américain en noir et blanc réalisé par Richard Boleslawski, sorti en 1935.

## Synopsis
Windy O'Shaughnessy est dompteur de fauves dans un cirque. Marié à Cora, une trapéziste, Windy est vénéré par son jeune fils. Cora est influençable, et sa sœur Martha la pousse à quitter son mari, pour donner une vie plus stable à son jeune fils. 
Les ennuis s'accumulent pour Windy, qui, après avoir découvert que sa femme était partie avec son fils et ses économies, va être grièvement blessé par un lion.

## Fiche technique
- Titre original : O'Shaughnessy's Boy
- Titre français : Tempête au cirque
- Réalisation : Richard Boleslawski
- Scénario : Malcolm Stuart Boylan (en), Leonard Praskins, Wanda Tuchock, Otis Garrett
- Musique : Dr. William Axt
- Direction artistique : Cedric Gibbons
- Directeur de la photographie : James Wong Howe
- Son : Douglas Shearer
- Montage : Frank Sullivan
- Producteur : Phil Goldstone
- Société de production : Metro-Goldwyn-Mayer (MGM)
- Pays de production :  États-Unis
- Langue d'origine : anglais américain
- Format : noir et blanc — 35 mm — 1,37:1 — son : mono (Western Electric Sound System)
- Genre : Drame
- Durée : 87 minutes
- Dates de sortie : 
  - États-Unis : 27 septembre 1935
  - France : 11 décembre 1936